# Юхны
Юхны́ (укр. Юхни́) — село на Украине, центр Юхновского сельского совета Мироновского района, Киевской области. Село находится на расстоянии 112 км от областного центра — Киева и 12 км от районного центра — города Мироновка. Расстояние до ближайшей железнодорожной станции Карапыши составляет 9 км.
Население составляет 670 жителей.

## География
Село расположено на склонах глубокой балки, по дну которой течёт р. Безымянная, которая является началом р. Мокрая Бутеня — правого притока р. Росава. Граничит на севере с селом Карапыши, на юге с селом Шупики, а на востоке с селом Владиславка.

### Местности села
- урочища — Верблюжьи горы, Колиивщина, Лисья пропасть, Озерища, Попов лесок, Пудовые овраги, Сапожок, Шелихайлиха.
- хутора — Баши, Диброва, Коваливщина.
- овраги — Могилка.

Существует легенда о происхождении названия хутора Баши (до 1962 года - отдельное село), который находится на окраине Юхнов при автомобильной трассе на Богуслав. Ещё во времена Золотой Орды один из военачальников по имени Баша выбрал местность, недалеко от поселения русичей, для отдыха своего войска. На одном из холмов он поставил свой шатёр, а воины расположились в широкой долине, которая могла напоить воинов и их жаждущих лошадей чистой родниковой водой. Со временем ордынцы пошли дальше, а название Баши осталась.

### Топонимы
Первые упоминания о селе Юхны датируются XI веком. Существует легенда, которая поведает нам о двух братьях Юхима и Якима. Поссорились братья и разошлись. Место, где поселился Яким, назвали Яхнами, а там, где осел Юхим, — Юхнами.

## Микротопонимы

### Урбанонимы
Улицы:
Богуславская, Комсомольская (переименована), Ленина (переименована), Лермонтова, Мичурина, Набережная, Первомайская (переименована), Ивана Приймака, Пушкина, Садовая, Степная.

## История

### В составеРечи Посполитой
В 1770-х годах село было подарено казацкому уряднику Кондратию Шелесту.
После люстрации 1765 года Юхны были очень маленьким селом - всего 10 дворов и приносило всего чуть больше 140 злотых чистой прибыли. Спустя почти 25 лет, то есть в люстрации 1789 года село преобразилось, о чём говорят цифры: количество дворов увеличилось до 87, а годовая прибыль возросла до 2820 злотих, то есть населения стало у девять раз больше, а годовая прибыль — более чем в двадцать раз.
Такие невероятные результаты, достигнутые за относительно не большой промежуток времени - не более пятнадцати лет, указывает на невероятные способности Шелеста в ведении хозяйственной деятельности. Люстрация заключается и в определённых указаниях на те средства, использованные для достижения поставленной цели: во-первых, один из подчинённых - Ицко (Иосиф) Коваленко, названный «основателем поселения» — следовательно заселения проводилось обычным способом, с помощью слободы; во-вторых, некоторые поселенцы пользовались особенными льготными условиями: из 87 хозяйств - 27 платили небольшой регулярный фиксированный оброк, размером в 4 злотых и не несли никаких повинностей; льготы эти по своей сути имели временный характер: по крайней мере основатель поселения Коваленко нёс все повинности, не исключая и различных работ.
Существует легенда о месте смерти и погребения Кондратия Шелеста. В одном документе 1792 г., напечатанном в «Архиве Юго-Западной России» встречается случайная упоминание о могиле какого-то полковника Шелеста, - само расположение земельного участка определено следующими словами (на языке оригинала): «... prosto Buteni, na gruntach Tunickich, koło szlachu Pustowoytowskiego, gdzie krźyź Szelesta pulkownika był lezącego». Скорее всего, что «полковник», о котором здесь упоминается, и является тем самым бывшим сотником Кондратием Шелестом, тем более, что местность, где погребен полковник, находится вблизи владений Кондратия Шелеста с.Туники находится на расстоянии 2-3 км от с. Юхны. Сам же способ захоронения - не в кладбище, а на большой дороге наталкивает нас на предположение о насильственной смерти ...
Существует еще легенда, что именно казацкий урядник Шелест принес часть мощей Святого Священномученика Макария в юхновской церкви Рождества Пресвятой Богородицы, возле которой после смерти и был похоронен.
В конце XVIII в. владельцем Богуславского староства становится король Речи Посполитой князь Станислав Август Понятовский, а после его смерти староство, в том числе Юхны и соседнее село Баши, переходят в собственность графа Ксаверия Браницкого.
В середине XIX в. этими землями владел Константин Браницкий, внук Ксаверия Браницкого. Часть степной участки вблизи села принадлежала Анзиру Полиновському, а поместье был в собственности Марии Байковской. В 1879 г. Константин Браницкий продает свои имения в пределах Богуславщины царское правительство, в т.ч. и Юхны с Башами.

### В составеРоссийской империи
В XIX в. села Юхны и Баши принадлежали к Пустовойтовской волости, Каневского уезда, Киевской губернии.
В 1860 г. при церкви Святой Покровы была открыта церковно-приходская школа, которая функционировала до 1907 года.
В церкви Святой Покровы, возле которой находилось здание школы, с 1895 по 1898 год служил псаломщиком Поликарп Гдышинский, выпускник Богуславского духовного училища (1889 г.) и Киевской духовной семинарии (1895 г.), который был одноклассником и приятелем Александра Кошица. Александр Антонович часто вспоминает его в своих воспоминаниях, в частности как хориста с хорошим тенором.
В августе 1876 года в селе состоялся съезд мировых посредников, на котором стоял вопрос о церковных землях в окрестных селах.
В начале XX века земство выделило средства на строительство новой каменной школы. Открыто новое помещение было в 1907 г.. На то время это была большая, современная, просторная школа.

### В составеУНРиСоветской Украины
В первый раз советская власть в Юхнах была установлена в январе 1918 года. Революционный совет, который возглавлял И. Н. Карапыщенко, располагался в деревянном одноэтажном доме.
В 1920 году в третий раз создаются сельские советы в Юхнах и Башах, которые в 1923 году вошли в только что сформированный Мироновский район.
В начале 1920-х годов стали возникать общества совместной обработки земли (ОСОЗ) и небольшие сельскохозяйственные артели. В начале 1930-х годов начались сплошная коллективизация и раскулачивание.
После 1925 г. в юхновской школе был открыт ликбез. В 1933 году в Юхнах была открыта новая школа.
В 1932 году в Юхнах был создан колхоз «Октябрь», а в Башах — колхоз им. К. Ворошилова.
Во время голода 1932—1933 годов умерло около тысячи жителей Юхнов. В селе не было дома, который бы не задело это страшное горе.
Во время Великого террора 1937—1938 годов, когда сталинские репрессии были резко усилены и доведены до максимума своей интенсивности, было репрессировано 10 жителей села, из них из лагерей вернулось только два местных жителя.
С началом Великой Отечественной войны около двухсот односельчан ушли на фронт. Они были в разных воинских частях и мужественно сражались с врагом.
Оборонительные бои за сёла Юхны и Баши вели 227-я стрелковая дивизия под командованием полковника Е. Ф. Макарчука (резерв Юго-Западного фронта) и 14-я кавалерийская дивизия.
Село было оккупировано 22 июля 1941 года.
В декабре 1941 года кадровый военный, политрук Красной армии Иван Кузьмич Приймак (Примак), уроженец Юхнов, создал подпольную группу "Комитет №8", которая насчитывала 10 человек. Впоследствии численность группы увеличилась (и стала более 60 человек) и переросла в партизанский отряд №8, в который входили жители сёл: Юхны, Пятихатка, Салов хутор. Комиссаром отряда был А. Ломако. Подпольщики действовали на территории Мироновского и Богуславского районов. В июне 1943 года подпольная группа "Комитет №8" объединилась с партизанами с. Григорьевка в одно большое партизанское соединение им. В. И. Чапаева, которое возглавил И. К. Приймак. Среди других в отряде были: лётчик — Герой Советского Союза В. Д. Лавриненков, председатель военного трибунала Киевского гарнизона, юрист первого класса В. А. Иванесов, Герой Советского Союза Роберт Клейн, писатель Касым Кайсенов.
С 1942 году на принудительные работы в Германии из Юхнов было вывезено более 100 односельчан, преимущественно молодёжь.
2 февраля 1944 года Юхны и Баши были освобождены от немецко-фашистских захватчиков. Освобождение села проводили батальон и 54-го укрепрайона под командованием генерал-майора Михаила Титовича Карначева. В боях при обороне и освобождении села погибло около 25 воинов Красной Армии, которые похоронены в братской могиле неподалёку от сельской школы. На могиле установлен памятный знак с высеченными именами героев на нём. С войны не вернулось 126 односельчан. За период временной оккупации оккупантами было расстреляно 14 местных жителей.
За боевые заслуги в годы войны более 140 односельчан награждены орденами и медалями.
Разрушенные Юхны был возрождены в кратчайшие сроки. В обоих помещениях школы был сделан ремонт. Учебно-воспитательный процесс возобновился. Директором школы в то время был Иван Амросиевич Довженко. В школе обучалось 350 учеников. Старая (начальная) школа работала в одну смену, а новая — в три смены. В третьей смене учились молодые люди, которым было по 20 лет.
В 1950 году в результате укрупнения колхоза в Юхнах колхозы им. К. Ворошилова (с. Баши) и «Октябрь» (с. Юхны) были объединены в один колхоз, получивший название им. В. Молотова, а председателем новообразованного колхоза стал М. И. Носков. Колхозная контора и сельский совет находились в Юхнах, а село Баши было подчинено Юхновскому сельскому совету.
Уже в 1957 году колхоз им. В. Молотова переименован в «Первое Мая», а председателем колхоза стал Д. Л. Приходько. Под его руководством была создана прочная материально-техническая база хозяйства и восстановлена социальная сфера села: построены фельдшерско-акушерский пункт, детский сад, Дом культуры. В селе действовали школа, библиотека, магазины.
В 1962 году с. Баши окончательно становится частью Юхнов, а Юхны подчиняются одноименному сельскому совету.
В начале 1970-х годов за колхозом «Первое Мая» с центральной колхозной конторой в Юхнах было закреплено 2032 га сельскохозяйственных угодий, в т.ч. 1947 га пахотных земель. Производственным направлением колхоза было полеводство, мясо-молочное животноводство и пчеловодство.
В 1975 году колхоз «Первое Мая» присоединился к колхозу им. В. Чапаева (с. Владиславка), в результате укрупнения последнего, но в 1988 году отсоединяется и становится самостоятельным хозяйством, которое переименовывают в КСП «Первое Мая». Направление хозяйства — выращивание зерновых культур и мясо-молочное животноводство.
За выдающиеся трудовые достижения 25 колхозников были награждены орденами и медалями.

### В составе независимого государстваУкраина
В 1996 году земли колхоза поделены на паи. Правопреемником КСП "Первое Мая" стало новое СП АЗАТ "Юхны", за которым было закреплено 1659 га сельхозугодий, пашни - 600 га. Направления деятельности - земледелие, мясо-молочное животноводство, пчеловодство. Сейчас в АЗАТ "Юхны" насчитывается 480 акционеров, из них работающих - 172. В селе также работает 3 фермерских хозяйства.
17 ноября 2007 года в помещении Национального академического театра оперы и балета Украины им. Т.Г.Шевченко в г.Киеве прошло торжественное заседание работников агропромышленного комплекса Киевской области, на котором было награждено Почетными грамотами Киевской областной государственной администрации работников агропромышленного комплекса области и вручены именные часы. Среди награждённых был и механизатор тракторной бригады АЗАТ "Юхны" .
С 1992 года в селе проводится активное жилое строительство молодыми застройщиками, которым оказывают помощь местное хозяйство и сельский совет. Юхновской сельский совет неоднократно был победителем среди сельских советов района.

## Образование
В селе работает одна школа - юхновская общеобразовательная школа I-II ступеней, которая делится на младший и старший корпуса. В младшем корпусе (прежде – церковно-приходская школа) дети учатся с 1 по 4 класс, а в старшем корпусе дети учатся с 5 по 9 класс.
Для самых маленьких жителей села работает детский сад «Березка». Все культурные мероприятия проходят в сельском Доме культуры, где ежедневно работает библиотека.

### История развития школьного образования в Юхнах
В 1860 году в Юхнах при Свято-Покровской церкви открыли трёхклассную церковно-приходскую школу в деревянном, одноэтажном доме, крытом гонтой. Первым преподавателем (учителем) был Алексей Газдиевский. Священник церкви Святой Покровы был помощником учителя. В трёх классах обучалось 25 детей, которым преподавали Закон Божий, русский язык, арифметику, геометрию, историю государства Российского, чистописание. Значительную помощь школе оказывала юхновская община. Была в селе и библиотека с довольно богатым собранием литературы. Здание школы простояло чуть больше 40 лет и в итоге пришло в негодность: прогнили полы, крыша протекала и т.п.. Село нуждалось в новой школе и в начале XX века земство выделило средства для постройки новой, кирпичной школы на каменном фундаменте. Открыто новое помещение школы было в 1907 году.
После революции 1917 года в школу начали ходить дети из близлежащих сел Башей и Шупиков. Жил в Юхнах пан по имени Чмырь, к которому ходили жители для того, чтобы получить начальные азы грамотности. Учил детей Чмырь бесплатно. В конце 1920-х годов, когда из села был изгнан священник, и так как его здание находилось неподалёку от школы, то его передали в пользование народному образованию и первым директором школы стал И. Лысков.
В конце 1925 года в юхновской школе был открыт ликбез. Здесь проводилось обучение жителей села, которые ранее не учились, днем ходили на работу, а по вечерам приходили на занятия. Их в ликбезе обучали чтению, арифметике и письму. Писали гусиными перьями, а вместо чернил использовали отстоянную жидкость из плодов бузины. Дети учились с большим желанием, но в школу ходили преимущественно дети зажиточных, богатых крестьян, у которых было во что одеться и обуться. Было и так, что отцовские сапоги и материнский свитер малые дети одевали по очереди, поэтому в школу ходили не каждый день. В селе всё больше становилось людей, которые имели начальное образование. Старшие сельчане, даже хвалились, что окончили в то, страшное время лишь несколько классов-коридоров.
В годы голода количество учеников значительно сократилось. От голода страдали и дети, и взрослые. По селу не бегали ни коты, ни собаки, даже белки, мыши, воробьи, жуки, жабы, крысы и всё, что бегало, летало, ползало было съедено. Много детей умерло в то время. В селе не было хаты, из которой не вынесли бы покойника. Каждый думал о том, как продержаться и выжить в этом мире, как дожить до лучших времён.
Эта чёрная страница в истории украинского народа была перевёрнута и село начало возрождаться. Классы в школе были переполнены и иногда количество учеников достигало сорока. Обучение проходило в две смены: первая смена (с утра и до обеда) - начальные классы, а вторая (после обеда) - старшие классы. Было много детей-переростков, которые были разного возраста, проживали в разных социальных условиях, но учились в одном классе.
В связи с тем, что увеличилось количество учащихся в юхновской школе, то в селе возникла идея строительства второго корпуса школы. Строительство новой школы началось в 1934 году, а в 1935 году в Юхнах было открыто новое, более просторное здание школы. В ней начали учиться ученики 4-7-х классов. Возглавил школу Григорий Олеоленко, уроженец соседнего с. Шупики. Чуть позже, силами учителей, учеников и родителей недалеко от школы была построена небольшая глиняная мастерская на две просторных комнаты (в 1985 году мастерскую разобрали).
С началом Великой Отечественной войны, почти все учителя ушли на фронт. Они были в разных воинских частях, но мужественно сражались с врагом. На защиту своей Родины стали и выпускники школы. Самый известный из них - Приймак Иван Кузьмич, который возглавил большое партизанское соединение им. В.И. Чапаева. Село было оккупировано 22 июля 1941 года. С первых дней оккупации занятий в школе не проводилось. Оккупанты сделали из помещения школы церковь и хозяйственную часть - конюшню. 2 февраля 1944 года село было освобождено советской армией. После освобождения села в обоих помещениях школы был сделан ремонт и в отремонтированных помещениях возобновился учебно-воспитательный процесс. Директором школы был назначен Довженко Иван Амросиевич. В школе обучалось 350 учеников. Старая (начальная) школа работала в одну смену, а новая - в три смены. В третьей смене учились старшие ученики, которым война не дала возможности доучиться.
На разных этапах жизни школу возглавляли опытные руководители, квалифицированные педагоги, которые внесли значительный вклад в усовершенствование учебного процесса и укрепление учебно-материальной базы. В школьной мастерской, под руководством учителей-плотников, изготовляли парты, лавки, табуретки. От руки рисовали карты по истории и географии, изготовляли плакаты по русскому и украинскому языкам, математике, литературе. В послевоенное время руководители юхновской школы довольно часто менялись. Директорами школы были: Ирченко И.М., Яблунивский И.Г., Кватыра Н.Н., Согина А.Н.. В 1960-1970-х гг. школу возглавлял бывший завуч, ветеран Великой Отечественной войны, уроженец Юхнов - Карапыщенко Иван Иванович. В состав педагогического коллектива школы постоянно входило 13-15 учителей. Так как большинство семей в селе были многодетными, то классы были переполнены и обучалось в них 40-45 учеников. С 1978 г. по настоящее время юхновскую общеобразовательную школу I-III ступеней возглавляет Яковенко В.И..
Кадровый потенциал школы дает возможность в целом успешно решать образовательные задачи школы. Ученики школы являются активными участниками всех районных соревнований и олимпиад.

## Исторические достопримечательности

### Культовые сооружения
- Храм Рождества Богородицы (позже храм Святой Покровы) существовал давно, а первое упоминание датируется XVIII веком. В храме хранилась частица мощей Святого Священномученика Макария, принесённых из Канева казацким урядником Кондратием Шелестом. В конце 1930-х годов храм был разрушен.
- Часовня в честь Св. Матроны Московской (2012 год), находится на сельском кладбище, у дороги к селу Карапыши.
- Часовня в честь Покровы Пресвятой Богородицы (2012 год), находится на сельском кладбище, у дороги к селу Шупики.

## Памятники монументального искусства

### Мемориалы, памятники
- Мемориал советским воинам-освободителям и местным жителям, которые погибли во время Великой Отечественной войны 1941-1945 годов. Мемориал открыт в 1981 году. Имена погибших занесены в "Книгу Памяти" и высечены на граните.
- Памятник на братской могиле воинов Красной Армии, погибших в июле 1941 года при обороне села от немецко-фашистских захватчиков.

### Памятные знаки
- Памятный знак на могиле Неизвестного солдата.
- Памятный знак - крест местным жителям - жертвам голода 1932-1933 годов, установленный в 1998 году на местном кладбище.

### Мемориальные доски (памятные таблицы)
- Приймаку Ивану Кузьмичу - командиру партизанского соединения им. В.И. Чапаева, который учился в местной школе 1923-1930 г.. Таблица установлена на фасаде юхновской начальной школы.

## Памятники археологии

### Курганы
- Курганы или Казацкие могилы. Во времена СССР эти курганы охранялись законом и на каждом из них была таблица, надпись на которых гласила: " Украинской ССР. Памятник археологии. Курганы. Охраняется государством. Повреждение карается законом". Их было три в разных уголках обширных колхозных полей, принадлежавших юхновскому колхозу "Первое Мая". Один находился при грунтовой дороге из Юхнов в Карапыши у, второй - у дороги районного значения из Юхнов в Мироновку, третий — у дороги из Юхнов в Шупики. В настоящее время сохранился только один курган, а два других были распаханы.

## Известные земляки
- Дидык Макар Корнеевич — директор межрайонной контрольно-семенной лаборатории.
- Капля Михаил — поэт.
- Приймак Иван Кузьмич — руководитель партизанского соединения им. В. И. Чапаева во время Великой Отечественной войны. Учился в 1923 по 1930 годах в юхновской школе, на фасаде младшего корпуса которой в его честь установлена мемориальная доска.
- Пятенко Иван Викторович — преподаватель Тимирязевской сельскохозяйственной академии.